# Mont-Laurier
Mont-Laurier é uma cidade localizada no nordeste da província canadense de Quebec. De acordo com o Censo do Canadá de 2006, a população de Mont-Laurier é de 13.455. Mont-Laurier é um dos maiores municípios do Quebec em termos de área. É a sede do Município Regional de Antoine-Labelle e do distrito judicial de Labelle.